# Solva freyi
Solva freyi är en tvåvingeart som beskrevs av Akira Nagatomi 1975. Solva freyi ingår i släktet Solva och familjen lövträdsflugor.
Artens utbredningsområde är Myanmar. Inga underarter finns listade i Catalogue of Life.